# Egípcio demótico
A escrita demótica, ou sekh shat (escrita para o dia-a-dia) para os egípcios, surgiu no início da 26º dinastia do Egito (667–525 a.C.). É provável que tenha aparecido pela primeira vez na região do delta do Nilo, tendo se espalhado rapidamente pelo país. Acredita-se que o estado egípcio, na época de Psamético I, tendo em vista a centralização da administração do país, empenhou-se para que a escrita demótica se tornasse padrão no Egito.
Antecessora da demótica, a escrita hierática já representava uma grande evolução em relação aos hieróglifos egípcios. Aos poucos, os desenhos minuciosos e realistas dos hieróglifos deram lugar a representações abstratas, em uma escrita cursiva, mais veloz, e realizada em um único sentido (da direita para a esquerda). A demótica, ainda mais abstrata e rápida, se constituiu como uma reformulação da escrita hierática.
Em parte por sua anatomia, em parte pelo incentivo do estado, a escrita demótica passou a ser utilizada na maioria dos registros das atividades dos egípcios, e boa parte do seu corpus sobrevivente consiste de documentos legais. Geralmente esses textos são muito bem escritos, isso sugere que em sua a maioria são produto de uma elite alfabetizada: escribas públicos, funcionários dos templos e representantes das classes ricas.
Apesar de existirem níveis da escrita que eram mais resistentes a mudança, com o seu uso, a demótica se transformou e evoluiu. Responsáveis por cunhar o termo demótica, os gregos também nomearam três estágios da escrita: a demótica precoce (650–400 a.C.), a média demótica (400–30 a.C.) e a demótica tardia (30 a.C.–452 d.C.). Foi na média demótica que a escrita atingiu o seu auge, passando a ser empregada também em textos literários e religiosos.
A maioria dos textos em demótica é de autoria anônima, no entanto é possível distinguir alguns autores individuais: Petiesi de El-hibeh, no Médio Egito, escreveu, ou pelo menos ditou, o Papiro Rylands IX, considerada a obra-prima do antigo demótico. Outro  criador de textos demóticos é Hor de Sebenito, no Delta Central, que floresceu na primeira metade do século II, período da demótica tardia.